# Adam Bratkowski

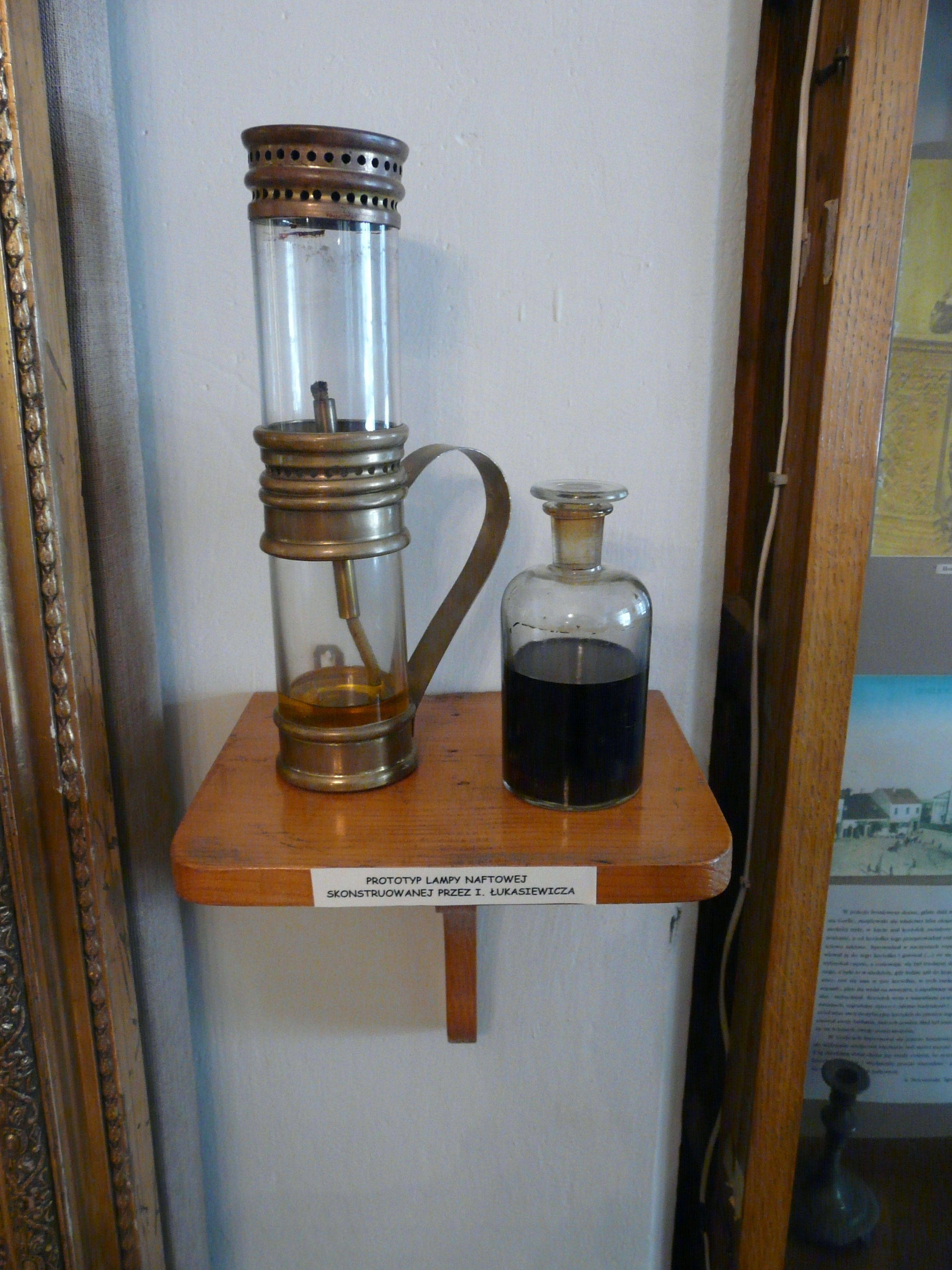
Model zbliżony do niezachowanego prototypu lampy naftowej Bratkowskiego i Łukasiewicza. W oryginale zbiornik i kominek nie były ze szkła, a odpowiednio: z blachy oraz miki. Muzeum Regionalne PTTK w Gorlicach.

Adam Bratkowski – polski blacharz i wynalazca pracujący w XIX w. we Lwowie, wraz z Ignacym Łukasiewiczem skonstruował pierwszą na świecie lampę naftową. 
Urodził się na Podolu, był pochodzenia szlacheckiego, jednak z powodu sieroctwa w młodości podjął naukę rzemiosła blacharskiego. Następnie odbył wędrówkę czeladniczą doskonaląc umiejętności u mistrzów w Szwajcarii, w Berlinie, Hamburgu, Paryżu oraz w Wiedniu. Po osiedleniu się we Lwowie pracował w zawodzie, dokonując jednoczenie ulepszeń różnych urządzeń metalowych, m.in. opracował nowy typ lamp oświetleniowych, które następnie zamontował na placach Lwowa w czwartej dekadzie XIX w. Gdy Ignacy Łukasiewicz wraz z Janem Zehem odkryli proces destylacji z ropy naftowej nafty, Łukasiewicz próbował zastosować ją do oświetlania pomieszczeń, jednak próby użycia nowego paliwa do używanych ówcześnie lamp olejnych okazały się nieudane. Zwrócił się więc do Bratkowskiego i wspólnie opracowali nowy typ lampy, mogący spalać naftę i dawać znacznie jaśniejsze światło niż starsze rodzaje lamp. Została ona po raz pierwszy użyta w marcu 1853 do oświetlenia witryny apteki Mikolascha, w której pracował Łukasiewicz, a następnie w szpitalu we Lwowie, do pionierskiej operacji przy świetle lampy naftowej. W późniejszym czasie zajął się produkcją rzemieślniczą własnych ulepszonych modeli lamp naftowych oraz przerabianiem lamp olejowych na naftowe. Zdaniem Jana Zeha jego produkcja miała istotne znaczenie dla rozpowszechnienia się lamp naftowych we Lwowie i poprzedzała produkcję Rudolfa Ditmara.  